# ری فاروقارشون
ری فاروقارشون (انگلیسی: Ray Farquharson; ۴ اوت ۱۸۹۷ – ۱ ژوئن ۱۹۶۵) پزشک، استاد دانشگاه و محقق علم پزشکی اهل کانادا بود.